# Malacosteus

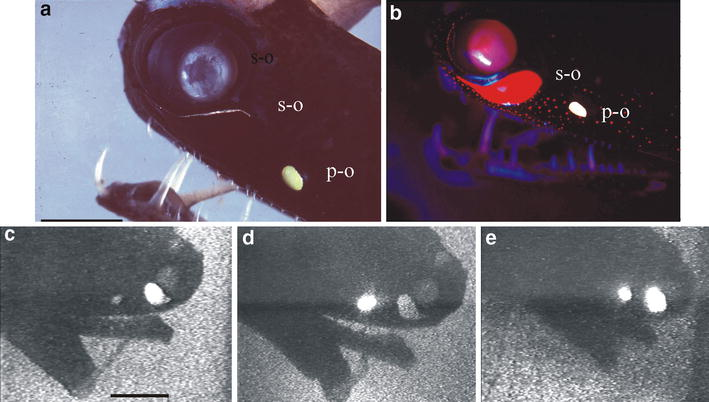
Òrgans bioluminescents del Malacosteus.

Malacosteus és un gènere de peixos de la família dels estòmids.

## Particularitats
Aquests peixos tenen la facultat de poder emetre bioluminescència de tres colors diferents. Sota cada ull tenen un òrgan bioluminescent gran que emet llum roja, facultat molt rara i excepció entre els peixos abissals i fenomen encara poc estudiat. Els altres òrgans produeixen llum blava i blanca, formes de bioluminescència més comunes.
Són relativament menuts, amb talles usuals de 15 - 20 cm. S'alimenten preferentment de copèpodes.

## Taxonomia
El gènere inclou dues espècies:
- Malacosteus niger Kenaley, 2007
- Malacosteus australis Ayres, 1848